# Ryuベスト 〜Ryuism〜
『Ryuベスト 〜Ryuism〜』（リュウ・ベスト リュウイズム）はRyuのベスト・アルバム。

## 内容
ZAIN RECORDS移籍第1弾は初のベスト・アルバム。17曲中10曲は朝鮮語で歌ったものである。

## 収録曲
1. 最初から今まで (朝鮮語)
作詞：Ryu　作曲：You, Hae Joon・Oh, Seck June　編曲：鎌田真吾
2. My Memory (朝鮮語) 
作詞：Ryu（訳詞：凛々） 作曲：Yoon, Young Jun　編曲：池田大介
3. MOMENT (朝鮮語)
作詞：Ryu　作曲：Ryu・Park, Jeong Won　編曲：藤崎昌弘
4. 忘れないで (朝鮮語) 
作詞・作曲：Ryu　編曲：鎌田真吾
5. 恋人 (朝鮮語) 
作詞：JI WON　作曲：Yoon, Young Jun　編曲：池田大介
6. 바람(パラム) (朝鮮語)
作詞・作曲：Ryu　編曲：池田大介
7. 秘密（비밀） (朝鮮語)
作詞・作曲：Ryu　編曲：増崎孝司
8. 君と永遠に
作詞・作曲:YOO JAEHA（訳詞:佐々木美和） 編曲:池田大介
9. 친구(チング) －友だち－(朝鮮語)
作詞・作曲：Ryu　編曲：寺地秀行・窪田博之
10. 国際結婚
作詞：佐々木美和・Ryu 作曲：Ryu 編曲：Yoon, Young Jun（ストリングスアレンジ：池田大介）
11. 두 사람(トゥ サラム) －ふたりー (朝鮮語)
作詞・作曲：Ryu　編曲：池田大介
12. nobody knows
作詞・作曲：Ryu（訳詞：佐々木美和） 編曲：増崎孝司
13. 17月のカレンダー 
作詞：佐々木美和・Ryu 作曲：Ryu 編曲：Seo, Jae Ha
14. 美しい愛になるまで　(朝鮮語)
作詞：Ryu（訳詞：佐々木美和）　作曲：Yoon, Young Jun　編曲：安部潤
15. 聞こえない告白
作詞：Ryu（訳詞：佐々木美和）　作曲・編曲：Yoon, Young Jun（ストリングスアレンジ：Park Inyoung）
16. Astro
作詞：Ryu（訳詞：加藤沙加菜） 作曲：Yoon, Young Jun　編曲：Seo, Jae Ha
17. 約束
作詞・作曲：Ryu（訳詞：佐々木美和） 編曲：倉本裕基

## レコーディング参加
- 林良（organs cafe） - ピアノ
- ライム・レディースオーケストラ - ストリングスセクション
- 増崎孝司（DIMENSION） - ギター
- 新津健二 - ベース
- 倉本裕基 - ピアノ
- 寺地秀行 - シンセサイザー
- 小野塚晃（DIMENSION） - ピアノ
- 青木智仁 - ベース
- TAMA MUSIC Strings - ストリングスセクション
- 青山純 - ドラム
- 寺島良一 - ギター